# 莒県
莒県（きょ-けん）は、中華人民共和国山東省日照市に位置する県。沭河（じゅつが）が北から南へ流れている。

## 歴史
春秋時代には莒国の都城が置かれた。その後、戦国時代には斉の支配下に入った。
紀元前284年、燕の将軍楽毅が、5か国連合軍を率いて斉を攻めた。首都臨淄をはじめ斉の70余城がことごとく陥落する中で、莒は即墨とともにわずかに斉の側に残った拠点となった。湣王は莒に逃れ、湣王が臣下に殺害されると襄王が立って、頑強な防衛戦を行った。斉の苦境は、将軍田単の登場によって覆り、その活躍によって斉は国土を回復することとなる。
秦代に莒県が設置された。

## 行政区画
- 街道:城陽街道、店子集街道、陵陽街道、浮来山街道、閻荘街道
- 鎮:招賢鎮、夏荘鎮、劉官荘鎮、嶠山鎮、小店鎮、竜山鎮、東莞鎮、長嶺鎮、安荘鎮、碁山鎮、洛河鎮、寨里河鎮、桑園鎮、果荘鎮
- 郷:庫山郷

## 備考
- 20世紀後半、台湾に逃れた中華民国の指導者蔣介石は「毋忘在莒」（莒に在るを忘るることなかれ）と訓示した。国土の大半を中国共産党（中華人民共和国）に奪われ、一角を保って反攻を期する状況を、田単の故事になぞらえたものである。「毋忘在莒」・「光復大陸」（大陸を取り戻すこと）というスローガンから採った「莒光」という語は、台湾鉄路管理局の列車種別（莒光号）や、金門島にある軍事記念施設（莒光楼）、馬祖島の村名（莒光郷）などに名づけられている。